# Paniliakos FC
Maillots
Dernière mise à jour : 16 février 2012.
Le Paniliakos Athlitikos Omilos Pyrgos (en grec moderne : Πανηλειακός Αθλητικός Όμιλος Πύργου), plus couramment abrégé en Paniliakos AO, est un club grec de football fondé en 1958, et basé dans la ville de Pyrgos.

## Historique
- 1958 : fondation du club

## Palmarès
| Compétitions nationales |
| --- |
| - Championnat de Grèce de deuxième division (1) : - Champion : 1994-1995. - Championnat de Grèce de troisième division (2) : - Champion : 1981-1982 et 1993-1994. - Championnat de Grèce de quatrième division (2) : - Champion : 1989-1990 et 2009-2010. |

## Personnalités du club

### Présidents
- Theodosis Christopoulos
- Christos Xitos
- Kostas Ntavaris

### Entraîneurs
| - Juan Ramón Rocha (1989 - 1990) - Antonis Georgiadis (1994 - 1996) - Nikos Argyroulis (1996) - Ioánnis Kyrástas (1996) - Vassilis Daniil (1996 - 1997) - Petros Ravousis (1997) - Dinos Raptis (1997) - Ioánnis Kyrástas (1997 - 1999) - Babis Tennes (1999 - 2000) - Dinos Raptis (2000) - Arie Haan (2000) - Makis Katsavakis (2000) - Sakis Tsiolis (2000) - Zlatko Krmpotić (2000 - 2001) - Georgios Paraschos (2001) | - Sakis Tsiolis (2001) - Kostas Polychroniou (2001) - Vasilis Papachristou (2001) - Sakis Tsiolis (2001 - 2004) - Vasilis Papachristou (2004) - Theodoros Vangopoulos (2004 - 2005) - Soulis Papadopoulos (2005) - Panagiotis Pavlopoulos (2005) - Giannis Dalakouras (2005) - Sotiris Mavromatis (2005 - 2006) - Christos Christoudis (2006) - Theodoros Vangopoulos (2006 - 2007) - Aleksandar Ilić (2007) - Georgios Vlastos (2010) - Sotiris Antoniou (2011 - 2012) | - Stelios Giannakopoulos (2012 - 2013) - Theodoros Vangopoulos (2013) - Miltos Gofas (2013) - Theodoros Vangopoulos (2013) - Petros Dimitriou (2013) - Vasilis Vouzas (2013 - 2014) - Nikos Pantelis (2014) - Luca Cavallo (2014) - Franco Perilli (2014) - Ilias Fyntanis (2014 - 2015) - Nikos Kourbanas (2017) - Giorgos Koutsis (2017 - 2018) - Fotis Lagos (2018) - Angelos Digozis (2018 -) |